# Brachytarsina derosa
Brachytarsina derosa är en tvåvingeart som beskrevs av Maa 1968. Brachytarsina derosa ingår i släktet Brachytarsina och familjen lusflugor. Inga underarter finns listade i Catalogue of Life.